# 枕田山
枕田山是香港新界東南部的一座山峰，位於飛鵝山道（西貢區路段）以東，百花林墳場東北偏北，大老坳、東洋山、基維爾營地、茂草岩村東南偏南，屬於馬鞍山郊野公園範圍。該山海拔411米。

## 鄰近的山峰
- 象山
- 東山
- 東洋山
- 葵坳山
- 尖風山